# 科尔米洛夫卡
科尔米洛夫卡（羅馬化：Kormilovka）是俄罗斯鄂木斯克州的工人村（市级镇）、科尔米洛夫卡区行政中心及规模最大聚居地，地处鄂木斯克州中东南部，位于鄂毕河流域额尔齐斯河支流鄂木河畔，在州府鄂木斯克东偏北方。镇内设有同名铁路车站。
该地2021年人口有9,590人；2010年人口9,616；2002年人口10,290；1989年人口9,785。